# Bejeweled
Bejeweled is een computerspel dat werd ontwikkeld en uitgegeven door PopCap Games in 2001. In eerste instantie werd het als browserspel ontwikkeld, later kwam het spel ook voor vele andere platforms uit. Er zijn meer dan 75 miljoen exemplaren van Bejeweled verkocht, en het spel is meer dan 150 miljoen keer gedownload.
Oorspronkelijk heette het spel Diamond Mine, maar werd door partner Microsoft hernoemd naar een meer onderscheidende titel. Het kwam voor Windows uit als Bejeweled Deluxe.
In 2001 werd Bejeweled benoemd tot Puzzle Game of the Year door Computer Gaming World. Een jaar later werd het opgenomen het in hun Hall of Fame.

## Gameplay
Doel van het spel is het verwisselen van naastliggende edelstenen om een horizontale of verticale ketting van drie of meer stenen van gelijke kleur te krijgen. Bonuspunten worden verkregen wanneer meer dan drie identieke stenen worden gevormd. Edelstenen verdwijnen wanneer een ketting wordt gemaakt, en nieuwe stenen vallen vanaf de bovenkant in het speelveld.